# Aanhalingsteken
Aanhalingstekens zijn leestekens die, meestal in paren, gebruikt worden om een woord of tekst(gedeelte) te markeren. Afhankelijk van de taal en het medium kunnen aanhalingstekens verschillende vormen en functies aannemen.
Bij een paar is er een openend aanhalingsteken en een sluitend aanhalingsteken. Afhankelijk van nationale conventies kunnen deze bijvoorbeeld getoond worden als „O”, “O”, "O", ,O’, ʻOʼ,  'O' of «O». De dubbele aanhalingstekens worden meestal alleen gebruikt bij citaten, enkele aanhalingstekens komen ook regelmatig voor in andere situaties.

## Gebruik

### Spraak
In het Nederlands worden voor spraak en dialoog in geschreven en gedrukte tekst dubbele aanhalingstekens gebruikt:
Jan zei: „Hallo.”
De openende aanhalingstekens staan laag, maar kunnen ook hoog staan. Dit is traditioneel de standaardnotatie in het Engels:
Jan zei: “Hallo.”
Op een schrijfmachine zijn lage aanhalingstekens zeer zeldzaam. Formeel worden ze gemaakt door de rol een regel te draaien, maar niet-professionele typisten gebruiken meestal een hoog aanhalingsteken voor zowel het openende als het sluitende aanhalingsteken:
Jan zei: "Hallo."
Op computers zijn lage aanhalingstekens in principe wel mogelijk maar in de praktijk weet men vaak niet hoe ze te typen. Men gebruikt dan hetzelfde teken " als op de schrijfmachine en laat het aan ingebouwde software over om dit teken in openende en sluitende aanhalingstekens om te zetten, wat meestal het volgende oplevert: 
Jan zei: “Hallo.”
Wanneer een uitspraak onderbroken wordt, bijvoorbeeld door 'zei hij', dan wordt een sluitend aanhalingsteken gebruikt voor de onderbreking, en een openend aanhalingsteken erna. Komma's kunnen daarbij nog toegevoegd worden:
“Hallo”, zei Jan, “waar ga je naartoe?”
Indien in het eerste deel van de uitspraak geen komma voorkomt, wordt na het sluitende aanhalingsteken een komma geplaatst:
“Gisteren”, zei Jan, “was het veel beter weer.”
Wordt binnen een aangehaalde tekst een andere tekst aangehaald, dan kunnen enkele (enkelvoudige) aanhalingstekens worden gebruikt:
Jan zei: “Fatima zei ‘Hallo’ tegen me.”
Het enkelvoudige aanhalingsteken mag niet verward worden met de apostrof, hoewel hiervoor dikwijls hetzelfde symbool gebruikt wordt (’ of ').
Het gebruik van guillemets is in het Nederlands zeldzaam:
Jan zei: «Fatima zei ‹Hallo› tegen me.»
Loopt een citaat over meer dan een alinea, dan kan men elke alinea met een openend aanhalingsteken beginnen. Men ziet dit in het Franse voorbeeld hieronder.

#### Frans
In het Frans is het gebruikelijk dat een hele conversatie als geheel tussen aanhalingstekens (guillemets) staat, inclusief de enkele woorden die aangeven wie er aan het woord is. Begint er een nieuwe regel terwijl dezelfde spreker aan het woord is, dan begint men weer met guillemets. Neemt een ander het woord dan begint men met een streep. In onderstaande conversatie is dat duidelijk gemaakt door met kleuren aan te geven wat er door wie wordt gezegd.:
« Maintenant, continua Debray, compulsant son carnet avec la méthode et la tranquillité d’un agent de change, nous trouvons quatre-vingt mille francs pour les intérêts composés de cette somme restée entre mes mains.
— Mais, interrompit la baronne, que veulent dire ces intérêts, puisque jamais vous n’avez fait valoir cet argent ?
— Je vous demande pardon, madame, dit froidement Debray ; j’avais vos pouvoirs pour le faire valoir, et j’ai usé de vos pouvoirs.
« C’est donc quarante mille francs d’intérêts pour votre moitié, plus les cent mille francs de mise de fonds première, c’est-à-dire treize cent quarante mille francs pour votre part. »

### Bijzonder woordgebruik
Als in een tekst een nieuw of onbekend woord voorkomt, dat dus afwijkt van gewoon taalgebruik, kan dit met aanhalingstekens gemarkeerd worden.
Ook worden aanhalingstekens wel gebruikt bij ironie of in plaats van het woord 'zogenaamd':
Wegens zijn „ziekte” hoefde hij niet te werken.
Wat een interessante 'feiten' verkondigt die man.

### Zelfverwijzing en betekenissen
Aanhalingstekens kunnen gebruikt worden om te verwijzen naar het woord zelf:
de letter „a”
het woord 'beta' is afkomstig van ...
Ook omgekeerd kunnen aanhalingstekens gebruikt worden bij betekenissen van woorden en zinnen:
Dog is Engels voor 'hond'.

### Motto's en titels
Een laatste toepassing is die bij onder andere spreuken, motto's, thema's en titels. Bij titels gaat het doorgaans specifiek om onderdelen van een groter werk, bijvoorbeeld een hoofdstuk uit een boek of een nummer op een album.

## Foutief gebruik van aanhalingstekens
Enkele en dubbele aanhalingstekens worden ook weleens gebruikt:
- bij de indeling van een hoek in boogminuten en boogseconden (bijvoorbeeld 40° 20’ 50”)
- bij de indeling van een uur in minuten en seconden (bijvoorbeeld 3h20’50”)
- voor respectievelijk voet en duim

In bovenstaande gevallen gebruikt men accentsymbolen in plaats van aanhalingstekens: 40° 20′ 50″ en 3h20'50". De notatie volgens ISO-norm 8601 is: 3:20:50; ook andere notaties zijn mogelijk.
Soms wordt het accent grave (`) gebruikt, in plaats van het aanhalingsteken of de apostrof. Dit komt meestal doordat op een qwerty-toetsenbord dit teken direct op het toetsenbord te vinden is en de aanhalingstekens alleen door middel van een toetscombinatie kunnen verschijnen. Om dit te voorkomen is de functie SmartQuotes gerealiseerd, die in veel opmaak- en tekstverwerkingsprogramma's beschikbaar is.
De Smart Quotes veroorzaken echter ook fouten. Veelvuldig zijn verkeerde aanhalingstekens te zien in teksten als „‘s morgens”. In deze gevallen denkt de software te maken te hebben met een enkel openend aanhalingsteken, terwijl het hier om een apostrof gaat. De apostrof komt visueel overeen met een enkel sluitend aanhalingsteken.

## Unicode
De aanhalingstekens die in het Nederlands worden gebruikt in Unicode, en hoe ze op verschillende systemen ingevoegd kunnen worden:
| Omschrijving | Omschrijving               | Unicode codepunt (en naam)           | Windows  | MacOS           | Linux         | HTML-entiteiten          |
| ------------ | -------------------------- | ------------------------------------ | -------- | --------------- | ------------- | ------------------------ |
| '            | enkel (eigenlijk apostrof) | U+0027 (apostrophe)                  | '        | '               | '             | &#x0027; &#39; &apos;    |
| ‘            | enkel, openend             | U+2018 (left single quotation mark)  | Alt+0145 | ⌥ Opt+]         | Compose, <, ' | &#x2018; &#8216; &lsquo; |
| ’            | enkel, sluitend            | U+2019 (right single quotation mark) | Alt+0146 | ⌥ Opt+⇧ Shift+] | Compose, >, ' | &#x2019; &#8217; &rsquo; |
| ‚            | enkel, laag openend        | U+201A (single low-9 quotation mark) | Alt+0130 | ⌥ Opt+⇧ Shift+0 | Compose, ,, ' | &#x201A; &#8218; &sbquo; |
| "            | dubbel                     | U+0022 (quotation mark)              | "        | "               | "             | &#x0022; &#34; &quot;    |
| “            | dubbel, openend            | U+201C (left double quotation mark)  | Alt+0147 | ⌥ Opt+[         | Compose, <, " | &#x201C; &#8220; &ldquo; |
| ”            | dubbel, sluitend           | U+201D (right double quotation mark) | Alt+0148 | ⌥ Opt+⇧ Shift+[ | Compose, >, " | &#x201D; &#8221; &rdquo; |
| „            | dubbel, laag openend       | U+201E (double low-9 quotation mark) | Alt+0132 | ⌥ Opt+⇧ Shift+W | Compose, ,, " | &#x201E; &#8222; &bdquo; |